# Luisa Carlotta av Bägge Sicilierna

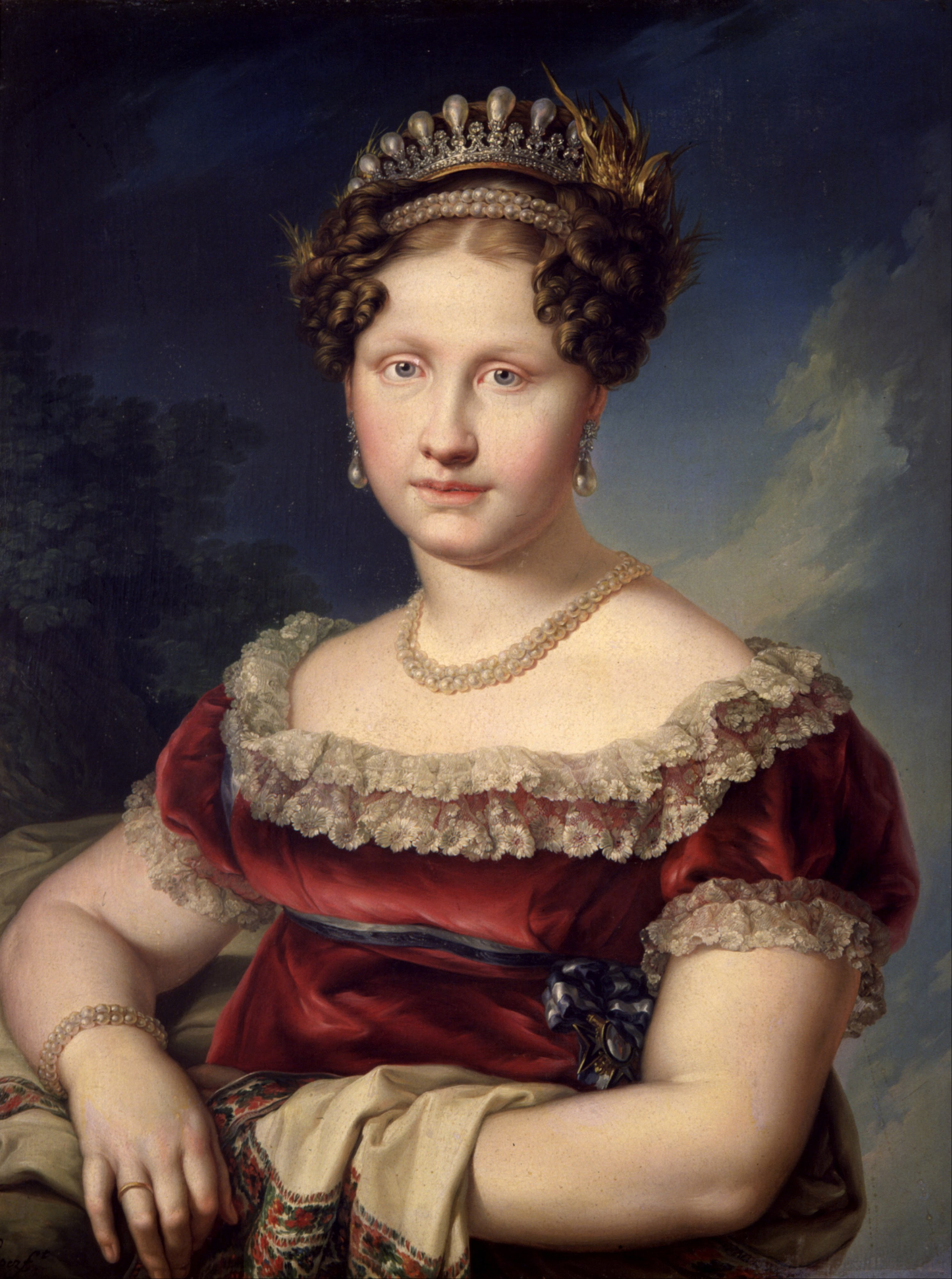

Luisa Carlotta av Bägge Sicilierna, född 24 oktober 1804 i Portici, död 29 januari 1844 i Madrid och begravd i slottskyrkan i El Escorial, spansk prinsessa, gift med Francisco de Paula, hertig av Cadiz. 
Dotter till kung Frans I av Bägge Sicilierna och Maria Isabella av Spanien. Hon gifte sig 12 juni 1819 med sin morbror Francisco de Paula, hertig av Cadiz och fick elva barn med honom. Hon blev samtidigt svägerska till sin syster. 
Luisa Charlotta eftertraktade tronen för sin sons räkning och var därför emot ändringen av tronföljdslagen som godkände kvinnlig tronföljd och därmed gjorde det möjligt för hennes systerdotter att ärva den spanska tronen i stället för hennes söner, som det skulle ha blivit enligt den gamla lagen. Då den spanske kungen låg döende 1832 försökte hon förstöra dokumenten som godkände kvinnlig tronföljd. Då hon hindrades av premiärminister Francisco Tadeo Calomarde slog hon honom i ansiktet, varpå han sade: "Madame, skada inte era fina vita händer!" 
Då hennes systerdotter blev monark och hennes syster regent lämnade hon Spanien och reste till Paris. Hon dog dock i Madrid.

## Barn
- Francisco de Asis Luís Fernando, hertig av Cadiz, infant av Spanien (1820–1821)
- Isabel Fernanda Francisca Josefina, infanta av Spanien (1821–1897); gift i Dover 26 juni 1841 med comte Ignaz Gurowski.
- Francisco de Asis, titulärkung av Spanien (1822–1902); gift i Madrid 10 oktober 1846 med drottning Isabella II av Spanien.
- Enrique, hertig av Sevilla, Enrique Maria Fernando Carlos Francisco, infant av Spanien (1823–1870); gift morganatiskt i Rom 6 maj 1847 med Elena de Castellvi y Shelly-Fernandez de Cordova (1821–1863).
- Luisa Teresa Maria del Carmen Francisca de Asis, infanta av Spanien (1824–1900); gift i Madrid 10 februari 1847 med José Maria Osorio de Moscoso, Duque de Sessa (1828–1881)
- Duarte Felipe Maria, infant av Spanien (1826–1830)
- Josefina Fernanda Luisa Guadalupe, infanta av Spanien (1827–1910); gift i Valladolid 1848 med José Güell y Rente (1818–1884)
- Teresa , infanta av Spanien (1828–1829)
- Fernando Maria Mariano, infant av Spanien (1832–1854)
- Maria Cristina Isabel Blasia Bona Vita Lutgarda Romana Judas Tadea Alberta Josefa Ana Joaquina Los Dolce Apostoles Bonifacia Dominica Bibiana Veronica, infanta av Spanien (1833–1902); gift i Madrid 19 november 1860 med Sebastian, infant av Spanien och Portugal (1811–1875)
- Amelia Felipina del Pilar Blasia Bonisa Vita Rita Lutgard Romana Judas Tadea Alberta Josefa Ana Joaquina Los Dolce Apostolicos Bonifacia Domenica Bibiana Veronica, infanta av Spanien (1834–1905); gift i Madrid 25 augusti 1856 med Adalbert av Bayern (1828–1875)